# Klaviersonate Nr. 2 (Ives)
Die 2. Klaviersonate (Originaltitel: Piano Sonata No. 2, Concord, Mass., 1840–60; oft kurz Concord Sonata) des US-amerikanischen Komponisten Charles Ives (1874–1954) nimmt mit ihrem Untertitel Bezug auf die Stadt Concord, zu jener Zeit Zentrum des amerikanischen Transzendentalismus, und in den einzelnen Satztiteln Bezug auf konkrete Vertreter dieser philosophischen Strömung.

## Entstehung, Publikation und Uraufführung
Wie bei vielen Werken von Charles Ives ist auch die Entstehung seiner 2. Klaviersonate zeitlich schwer fixierbar. Sie entstand hauptsächlich zwischen 1911 und 1915 und erhielt ihre endgültige Gestalt etwa zwischen 1916 und 1919, greift dabei aber auf älteres musikalisches Material zurück, das teilweise bis 1904 zurückreicht. 1920 erschien die Sonate bei G. Schirmer als Privatdruck. 1947 wurde eine zweite, von Ives revidierte Fassung bei Arrow Music Press gedruckt (unveränderter Nachdruck 1957 bei Associated Music Publishers).
Nachdem einzelne Sätze bereits in den 1920er-Jahren zur Aufführung gelangt waren, erklang die komplette Sonate erstmals am 28. November 1938 in Cos Cob (Connecticut) durch den Pianisten John Kirkpatrick in einem halböffentlichen Konzert. Am 20. Januar 1939 spielte Kirkpatrick die Sonate erstmals in New York City.
1996 erstellte Henry Brant eine Orchesterfassung („Concord Symphony“).

## Hintergrund und Charakterisierung
Charles Ives legte seine Gedanken zur Komposition in „Essays before a Sonata“, einem umfangreichen schriftlichen Kommentar, nieder. In einer Fußnote zur Einleitung heißt es: „These prefatory essays were written by the composer for those who can't stand his music – and the music for those who can't stand his essays; to those who can't stand either, the whole is respectfully dedicated.“(„Diese einleitenden Essays wurden vom Komponisten für jene geschrieben, die mit seiner Musik nichts anfangen können, und die Musik für jene, die mit seinen Essays nichts anfangen können; jenen, die mit beidem nichts anfangen können, ist das Ganze ergebenst gewidmet.“)
Der Untertitel der Sonate „Concord, Mass., 1840-60“ verweist auf den programmatischen Charakter des Werks. Damals bildete die kleine Stadt Concord ein kulturelles Zentrum der USA, wo sich Philosophen und Literaten begegneten, insbesondere Vertreter des Transzendentalismus, mit dem sich Ives intensiv auseinandersetzte. Jeder der vier Sätze des Werkes, kurz auch als „Concord-Sonate“ bezeichnet, bezieht sich auf konkrete Personen: Ralph Waldo Emerson, Nathaniel Hawthorne, Amos Bronson Alcott mit seiner Tochter Louisa May Alcott sowie Henry David Thoreau.
Demgemäß schreibt Ives in der Einleitung seiner „Essays“: „[…] The whole is an attempt to present [one person's] impression of the spirit of transcendentalism that is associated in the minds of many with Concord, Mass., of over a half century ago. This is undertaken in impressionistic pictures of Emerson and Thoreau, a sketch of the Alcotts, and a Scherzo supposed to reflect a lighter quality which is often found in the fantastic side of Hawthorne […].“ („[…] Das Ganze ist ein Versuch, den Eindruck (einer Person) vom Geist des Transzendentalismus darzustellen, der in der Vorstellung vieler  seit über einem halben Jahrhundert mit Concord, Mass., verbunden ist. Dies geschieht in impressionistischen Porträts von Emerson und Thoreau, einer Skizze der Alcotts sowie in einem Scherzo leichteren Charakters, das die oftmals fantastische Seite von Hawthorne widerspiegelt.“)
Das Werk ist viersätzig und besitzt eine Spieldauer von ungefähr 45 Minuten. Wie für das Spätwerk von Ives typisch, werden Interpreten und Hörer mit komplexen Strukturen, Poly- und Atonalität und sich überlagernden Rhythmen und Metren konfrontiert. Größere Abschnitte sind taktstrichlos notiert. Ives macht in seinem collageartigen Kompositionsverfahren auch von eingestreuten musikalischen Zitaten Gebrauch, so erscheint in allen vier Sätzen das Eröffnungsmotiv der 5. Sinfonie Ludwig van Beethovens, weniger deutlich hörbar auch die beiden ersten Takte seiner Hammerklaviersonate. Dazu kommen weitere wie das patriotische Lied Columbia, the Gem of the Ocean im 2. Satz, oder Loch Lomond und der Hochzeitsmarsch aus Lohengrin im 3. Satz. Im 2. Satz einkomponierte Cluster sollen mittels eines Holzbrettes erzeugt werden, dessen genaues Maß (14 ¾ inches) Ives in der Partitur notiert. Zu den weiteren Eigenarten der Komposition zählt die Tatsache, dass Ives für den 1. bzw. 4. Satz ad libitum zusätzlich eine Viola bzw. Flöte – jeweils nur für wenige Takte – vorsieht. Die Satztitel und Anfangstempi lauten:
- I. Emerson, Slowly
- II. Hawthorne, Very Fast
- III. The Alcotts, Moderately
- IV. Thoreau, Starting slowly and quietly

Zum 1. Satz „Emerson“, dem ausgedehntesten Satz der Sonate, schrieb Ives in seinen Essays: „We see him standing on a summit, at the door of the infinite where many men do not care to climb, peering into the mysteries of life […].“(„Wir sehen ihn auf einem Gipfel stehen, an der Schwelle des Unendlichen, wohin viele es nicht wagen aufzusteigen, die Geheimnisse des Lebens erspähend […].“) Die für 2 Takte erscheinende Viola ist möglicherweise ein Relikt aus einem unvollendeten Klavierkonzert „Emerson“, das musikalisch Eingang in den Satz gefunden hat.
Der 2. Satz „Hawthorne“ soll nach Ives „[…] suggest some of his wilder, fantastical adventures into the half-childlike, half-fairylike phantasmal realms.“ („[…] einige der wilden, fantastischen Abenteuer [Hawthornes] im Reich des Halbkindlichen, des Halbmärchenhaften schildern.“) Neuartige pianistische Anforderungen wie Cluster über zwei Oktaven hinweg kennzeichnen den Satz.
Zum 3. Satz „Alcotts“ heißt es bei Ives „Here is the home of the ‚Marches‘ – all pervaded with the trials and happiness of the family and telling, in a simple way, the story of ‚the richness of not having‘.“ („Hier ist das Heim der ‚Märsche‘ – vom Glück und den Prüfungen der Familie durchdrungen – das auf einfache Weise vom ‚Reichtum des Nichtbesitzens‘ erzählt.“) Der Satz ist der kürzeste des Werks und hebt sich musikalisch durch seinen eher idyllischen Charakter und zurückgenommene klangliche Komplexität von den übrigen Sätzen ab. Unter anderem werden schottische Lieder und religiöse Hymnen zitiert.
Zum 4. Satz „Thoreau“ schreibt Ives: „if there shall be a program let it follow his thought on an autumn day of Indian summer at Walden …“ („Wenn es ein Programm geben muss, soll es seinen Gedanken folgen, denen er an einem Herbsttag in Walden nachhängt …“) Die unerwartet für einige Takte obligat begleitend eingesetzte Flöte malt nach Ives “the poet’s flute … heard out over the pond” („die über den Teich zu hörende Flöte des Dichters.“)